# Vanonus huronicus
Vanonus huronicus är en skalbaggsart som beskrevs av Thomas Casey 1895. Vanonus huronicus ingår i släktet Vanonus och familjen ögonbaggar. Inga underarter finns listade i Catalogue of Life.